# Lilly Reich
Vous lisez un « bon article » labellisé en 2019.
Pour les articles homonymes, voir Reich (homonymie).
Lilly Reich, née le 16 juin 1885 à Berlin et morte le 14 décembre 1947 dans la même ville, est une designer, architecte d'intérieur et artiste textile allemande rattachée au mouvement moderne.
Elle est membre du Deutscher Werkbund dès 1912 et de son comité de direction à partir de 1920, ayant à son actif l'organisation de plusieurs expositions marquantes : sa réputation d'architecte et d'artiste est donc déjà bien établie lorsque débute, en 1927, sa relation d'une dizaine d'années avec Ludwig Mies van der Rohe. Elle participe notamment à la création de la Villa Tugendhat à Brno, et à celle des Villas Lange et Esters, à Krefeld. Toujours avec Ludwig Mies van der Rohe, elle organise la participation allemande à l'Exposition internationale de 1929 à Barcelone. De 1931 à 1933, elle est directrice des ateliers de tissage de l’école du Bauhaus, dirigée alors par Ludwig Mies van der Rohe. Néanmoins, Lilly Reich peine à poursuivre sa carrière pendant le régime du Troisième Reich. Au sortir de la guerre, elle travaille à la recréation du Werkbund, mais elle meurt en 1947.
Sa relation avec Ludwig Mies van der Rohe occultera pendant plusieurs décennies l'importance de son travail et de ses créations individuelles, réévalués cependant par la critique au début du XXIe siècle.

## Biographie

### Formation
Lilly Reich est née à Berlin en 1885, deuxième fille d'Ottilie et Alwin Reich. Comme sa sœur Emmi, elle reçoit une solide éducation. Cependant, alors que l'aînée peut entreprendre une formation universitaire, Lilly Reich suit une voie traditionnellement plus féminine après ses études au lycée. Elle commence sa vie professionnelle comme apprentie brodeuse sur machine à coudre auprès d'Else Oppler-Legband. C'est en partie cette dernière, architecte d'intérieur, costumière et styliste, qui ouvre les horizons professionnels de Lilly Reich. C'est là pour elle une expérience formatrice, car elle éveille son intérêt pour le contraste des textures et des matériaux, et l'amène aussi à développer des aptitudes spécifiques, surtout en ce qui concerne l’emploi de tissus d’ameublement.

### Débuts professionnels

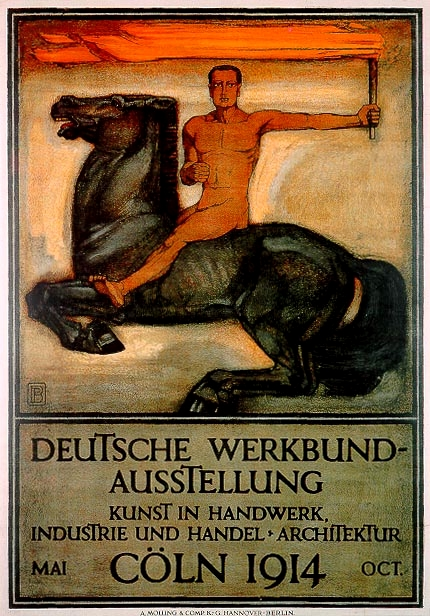
Affiche de l’exposition du Deutscher Werkbund à Cologne en 1914.

En 1908, Lilly Reich part travailler à Vienne, au Wiener Werkstätte, atelier fondé entre autres par Josef Hoffmann, designer d'intérieur et architecte reconnu. De retour à Berlin en 1911, elle ouvre son propre studio de décoration intérieure et de mode, et c'est comme décoratrice étalagiste qu'elle reçoit sa première commande. Elle se lie d'amitié avec Hermann Muthesius et son épouse, Anna Muthesius, une autodidacte en décoration intérieure et en mode, pionnière du mouvement pour des vêtements confortables, amples et fluides, offrant une grande liberté de mouvement, la « réforme vestimentaire »), afin de libérer les femmes du carcan dans lequel les enfermait la mode du XIXe siècle.
En 1912, elle crée un appartement ouvrier pour l’exposition Die Frau in Haus und Beruf (« La femme à la maison et au travail ») à Berlin. La question de la construction d’appartements que les ouvriers pourraient acheter sans trop s’endetter était alors débattue, et les architectes masculins du mouvement de l’Art nouveau avaient conçu des projets allant dans ce sens. Dans la revue Das Kunstgewerbeblatt (« La Gazette des arts et métiers »), le critique d'art Paul Westheim (de) réserve un accueil sévère au projet de Reich, même si la proposition de cette dernière est moins coûteuse que celles de ses collègues masculins. Pour Paul Westheim, l'appartement est une parfaite illustration de « l’incompétence de la femme en architecture ». En cela, il exprimait l’opinion, très répandue, selon laquelle les femmes avaient des talents en décoration intérieure mais pas en architecture.
Cette même année, Lilly Reich rejoint le Deutscher Werkbund, une association d’artistes, d’architectes, de designers et d’industriels fondée en 1907 pour augmenter la compétitivité de l’industrie allemande sur le marché international. Le groupe s’inspirait du mouvement anglais Arts & Crafts.
Deux ans plus tard, en 1914, le Werkbund organise sa première exposition à Cologne, et il invite ses membres féminins à y participer dans la « Maison de la femme » (Haus der Frau), pavillon qui leur est consacré. Le comité d'organisation de la Maison de la femme est présidé par Anna Muthesius et dirigé par Else Oppler-Legband ; Lilly Reich en est la coordonnatrice. Le comité rejette l’idée que les créatrices femmes doivent se cantonner au « dilettantisme des travaux pour dames », soulignant la dimension intellectuelle de leurs créations. La Maison de la femme remet ainsi en question l'idée que la créativité est une affaire uniquement masculine. D'autre part, le groupe adopte les principes du mouvement Nouvelle Objectivité (Neue Sachlichkeit) mis en avant par le Werkbund et basés sur le fonctionnalisme ainsi que l’emploi rationnel de nouveaux matériaux de construction. Le pavillon dessiné par l'architecte berlinoise Margarete Knüppelholz-Roeser reflète cette approche : lignes simples et absence de décoration. À l’intérieur, tous les objets exposés doivent avoir été pensés et fabriqués par des femmes. Lily Reich crée les galeries de vitrines de magasin de l’entrée principale du bâtiment.

### Les années 1920: le tournant d'une carrière

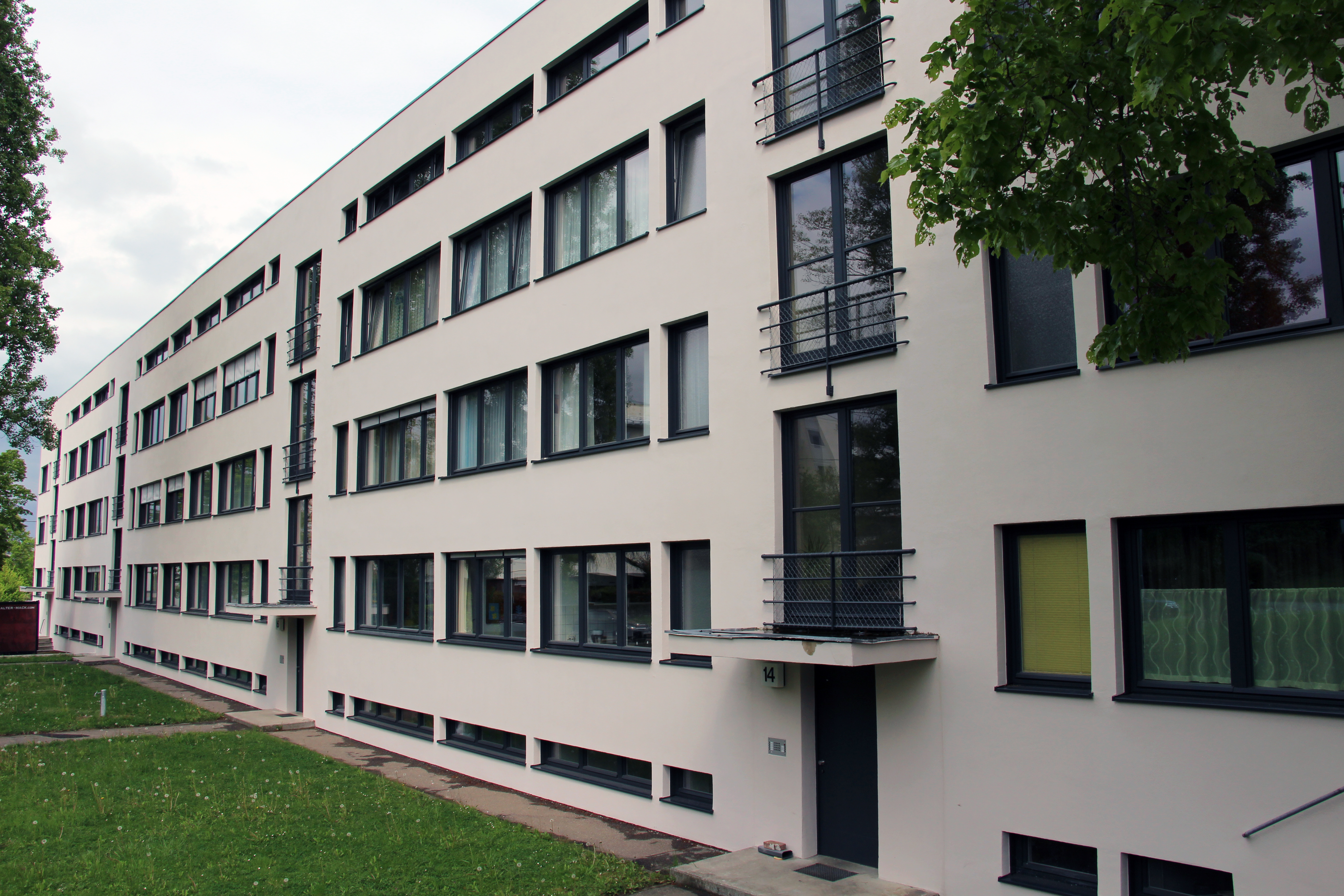
Immeuble de Mies van der Rohe pour le lotissement Weißenhofsiedlung de Stuttgart (1927).

Pendant la période de la Première Guerre mondiale, Lilly Reich transforme son atelier en atelier de couture, avant de reprendre seule sa carrière de designer. La réputation de son studio, dans lequel elle conçoit vêtements, accessoires de mode, étalages, meubles et décoration intérieure, va grandissant, et en 1920, elle est la première femme nommée au comité de direction du Deutscher Werkbund.
Son travail dans le domaine de la mode est remarqué et en 1922, elle publie un article intitulé Modefragen (« Questions de mode »), dans le magazine Die Form: Monatsschrift für gestaltende Arbeit (« La forme : Mensuel pour le travail créatif »). Elle s’installe en 1924 à Francfort-sur-le-Main, où elle travaille comme designer pour les salons d’exposition de la ville.
En 1926, Lilly Reich reçoit un contrat qui sera décisif pour sa carrière: il s'agit d’organiser l’exposition Von der Faser zum Gewebe (« De la fibre au textile ») pour le Salon international de Francfort. Sa créativité dans la présentation de l’industrie de la laine et du coton est remarquée et louée par les critiques.
L'année suivante, en 1927, le Deutscher Werkbund organise à Stuttgart l’exposition Die Wohnung (« L'habitation ») qui se tient dans différents quartiers de la ville. Ludwig Mies van der Rohe, élu membre du comité exécutif du Werkbund l’année précédente, en assume la direction artistique. Gustav Stotz, secrétaire général du Werkbund, lui demande de s’assurer de la participation de Richard Lisker et de Lilly Reich.
En avril de cette même année, Ludwig Mies van der Rohe charge donc cette dernière de la création et de la supervision des différents pavillons d’exposition. Cette exposition constitue le premier travail collaboratif de Lilly Reich et Ludwig Mies van der Rohe, et le début de leur association. Ils collaborent étroitement, en particulier sur le pavillon numéro 4 — surnommé « pavillon du verre » — qui se distingue des autres pavillons par son agencement sous forme non pas de stands mais de pièces à vivre — meublées par ailleurs de créations de Lilly Reich et Ludwig Mies van der Rohe.
Les deux architectes planifient également ensemble la partie la plus étendue de l’exposition : le lotissement Weißenhofsiedlung sur une des collines de la ville. Ludwig Mies van der Rohey construit un immeuble et confie à Lilly Reich l’aménagement et la décoration intérieure d’un des appartements. Lilly Reich est la seule femme à superviser entièrement tout un appartement.

### La rencontre de Ludwig Mies van der Rohe
En fait, Lilly Reich et Ludwig Mies van der Rohe avaient été en contact avant l'exposition de Stuttgart. Cependant, c'est leur collaboration à l'occasion de cette exposition couronnée de succès qui marque le début d'une relation tant professionnelle que personnelle.

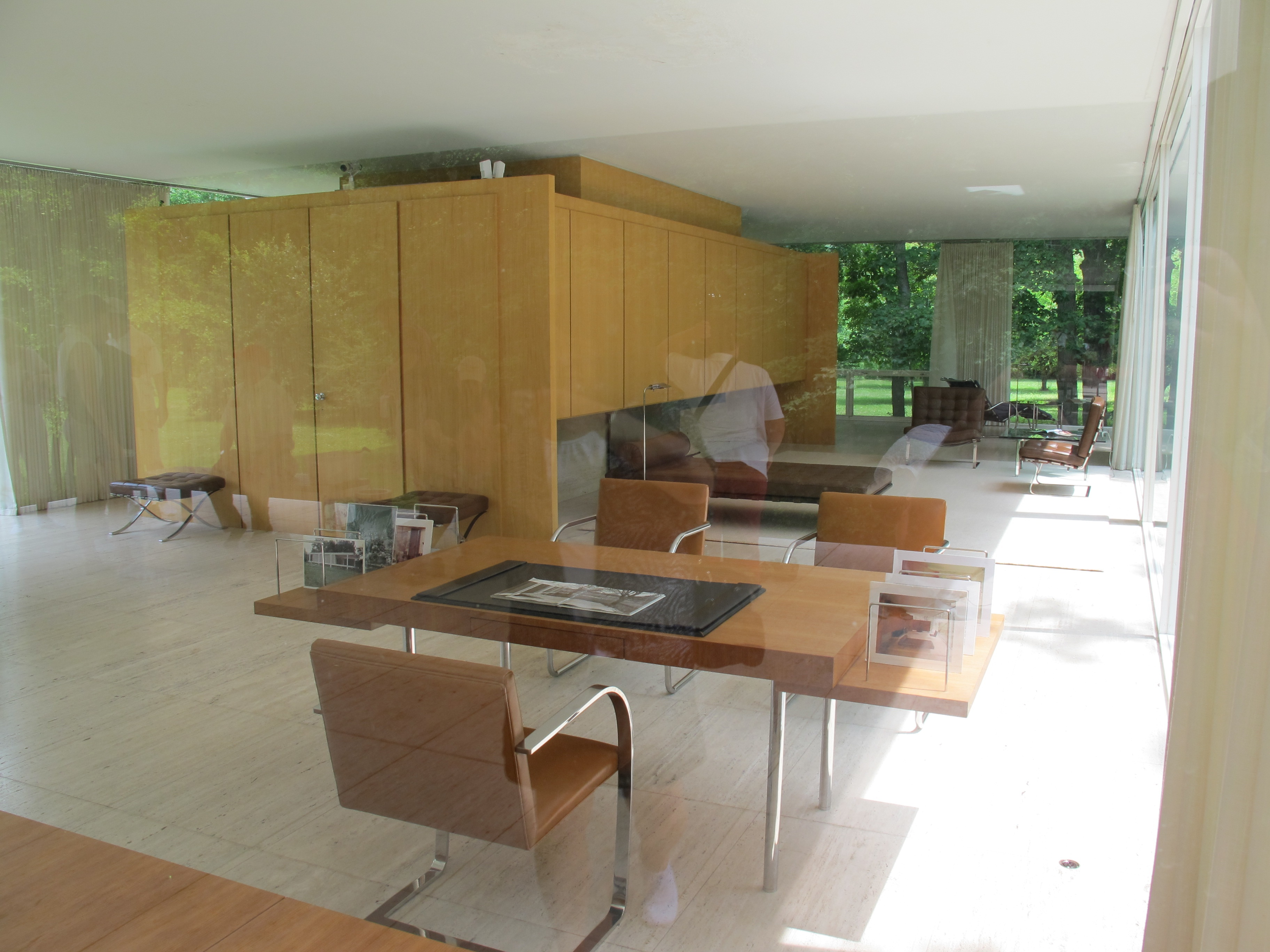
Chaise Brno, Farnsworth House.

À la fin des années 1920, ils collaborent aussi bien dans des projets commandités par des particuliers que dans des expositions, dans plusieurs pays d'Europe. En outre, ils conçoivent et réalisent en 1928-1930 la Villa Tugendhat à Brno, et sont ensuite choisis par les industriels allemands Hermann Lange et Joseph Esters pour la construction et la décoration de deux villas, Haus Lange et Haus Esters, à Krefeld. Dans cette dernière, « tout était coordonné, depuis les poignées de porte et le mécanisme des fenêtres jusqu'aux plafonniers, en passant par les panneaux cachant les radiateurs, les vitrines encastrées et la conception du mobilier. Pour présenter les œuvres d'art dans les pièces privées, Mies van der Rohe et Reich avaient conçu un système spécial de tiges pivotantes (umlaufenden Stangen) et de cimaises, ainsi que de socles en travertin. ». Hermann Lange leur confie également l’aménagement de l’appartement Crous à Berlin pour sa fille aînée, Mildred Crous, et son mari. Pour ce mandat, Lilly Reich dessine un divan sans dossier ni bras, dont une version sera utilisée pour la décoration de l'appartement de Philip Johnson à New-York en 1931. Le divan est toujours produit par l'entreprise Knoll au XXIe siècle, sous le nom de Barcelona daybed.

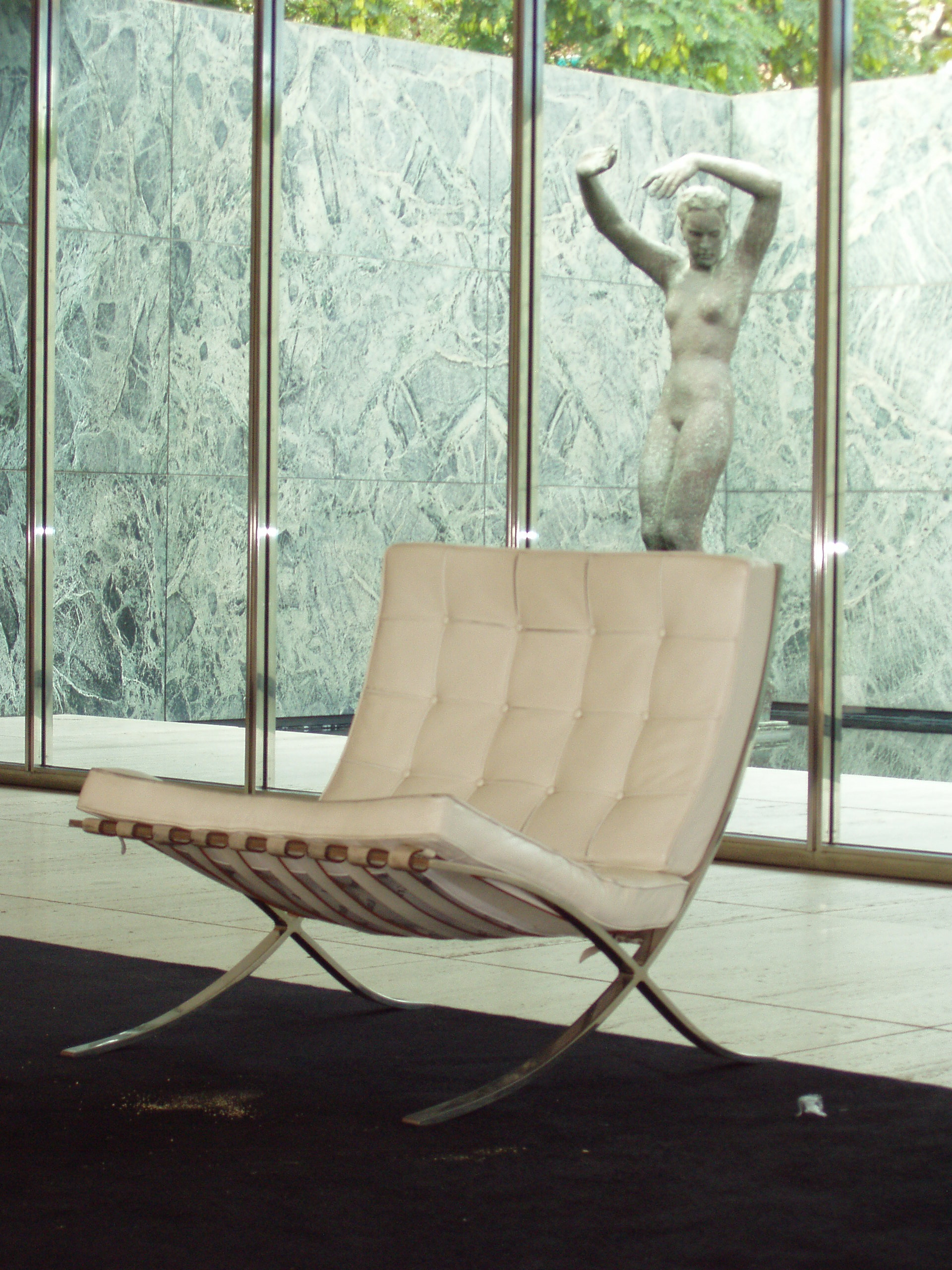
Chaise Barcelone (1929), Pavillon allemand à Barcelone (reconstruit).

En 1927, Lilly Reich et Ludwig Mies van der Rohe collaborent pour l'exposition Die Mode der Dame à Berlin. En 1929, ils sont responsables de la participation allemande à l'Exposition internationale à Barcelone. Reich est chargée de la direction artistique des présentations allemandes qui comprennent deux pavillons, dont le Pavillon allemand, et vingt-cinq stands répartis dans huit autres pavillons généraux (arts graphiques, textiles, agriculture, électricité et chimie, etc.) autour de l'avenue de la Reine Marie-Christine, à l'entrée de la montagne de Montjuïc,. À Barcelone, comme dans les expositions précédentes, Lilly Reich utilise tentures et draperies pour délimiter les volumes. Lilly Reich et Ludwig Mies van der Rohe créent également des meubles comme la chaise Brno et la chaise Barcelone, encore fabriquées en 2019 par Knoll. Le mobilier dessiné par Lilly Reich porte les initiales de l'artiste, LR.

### Les années 1930: grandes expositions et collaboration au Bauhaus
En plus de sa réputation comme architecte d'intérieur et conceptrice d'expositions, Lilly Reich est également reconnue comme designer de meubles. Elle est la seule femme, à cette époque, à dessiner pour l'industrie allemande toute une ligne de meubles faits de tubes en acier. Ses créations sont fabriquées et commercialisées par l'entreprise Bamberg Metalwerkstatten, qui produit également les meubles de Ludwig Mies van der Rohe,. Lilly Reich reçoit plusieurs mandats de décoration intérieure et continue son travail avec le Werkbund.
En 1931, elle est nommée directrice artistique et architecte pour la partie allemande de l'exposition Die Wohnung  unserer Zeit (« l'habitat de notre temps ») à Berlin, sa réalisation la plus remarquable. Elle est responsable de cinq installations : « Matériaux » ; « Appartement pour un couple marié » ; « Appartement de célibataire » ; « Maison sur un seul niveau » ; « Ameublement intérieur ». Les plans qu'elle dessine témoignent de la précision de ses recherches et de son attention aux détails, depuis la forme des attaches métalliques pour les panneaux et cloisons de verre jusqu'aux meubles conçus spécifiquement pour l'exposition. Ses créations ne portent pas seulement sur la décoration finale. Lilly Reich repense et organise l'espace intérieur, en s'inspirant des recherches d'Erna Meyer et de Christine Frederick (en). Pour l'appartement de célibataire, elle crée une cuisine-placard avec évier, cuisinière, étagères, tiroirs, et une table rabattante, le tout étant caché quand les panneaux sont refermés.

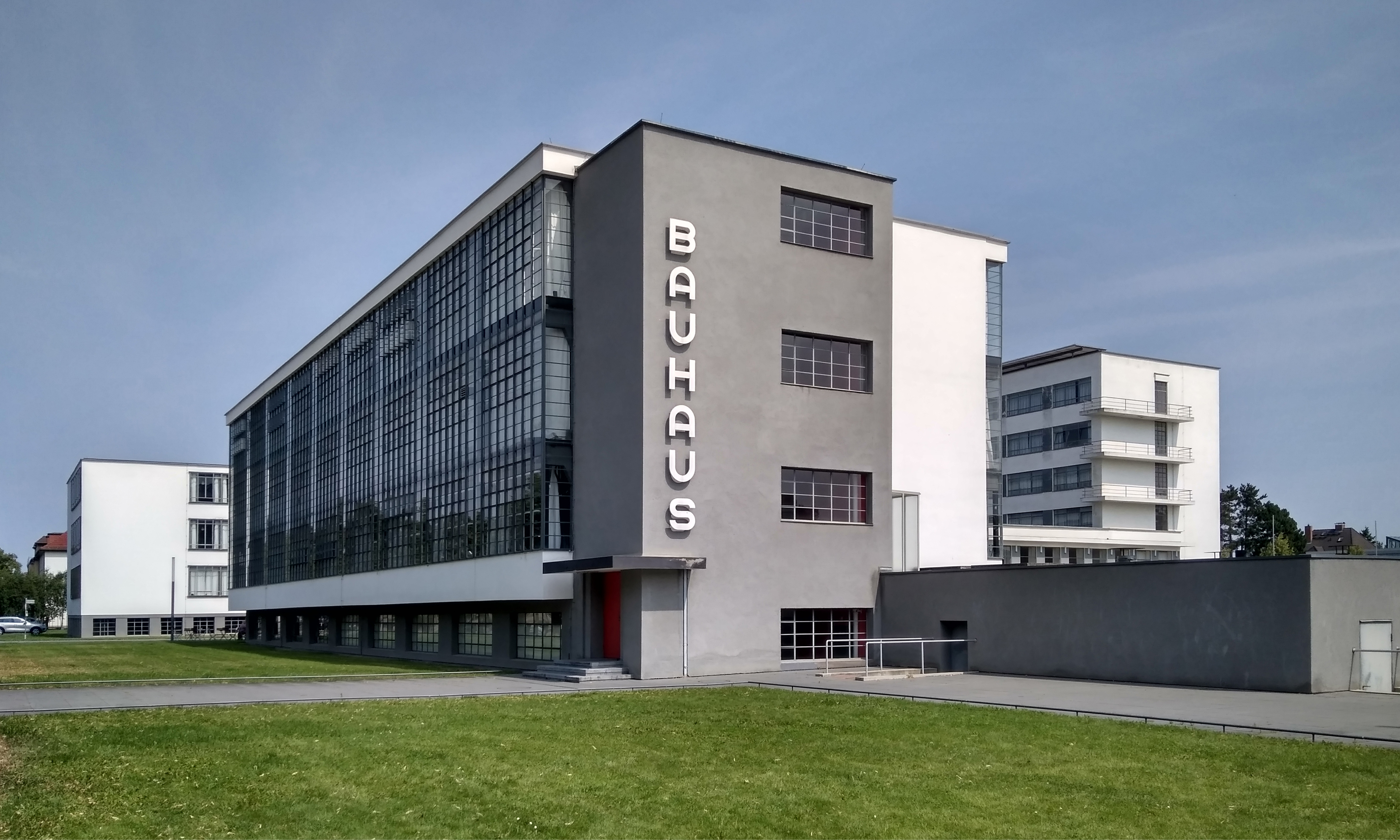
Le Bauhaus à Dessau.

Ludwig Mies van der Rohe devenu directeur de l’école de design et d’architecture du Bauhaus de Dessau en 1930, Lilly Reich l'y rejoint l’année suivante et reprend la direction des ateliers de tissage laissée vacante par Gunta Stölzl. Ludwig Mies van der Rohe la nomme également directrice de l’atelier de second œuvre (section regroupant la menuiserie, le métal et la peinture murale). En septembre 1932, sous la pression d’une fraction national-socialiste, le conseil municipal ferme l’école de Dessau, qui est alors transférée à Berlin avec le statut d’établissement privé. Cependant, en avril 1933, l’école de Berlin est fermée à son tour, conséquence de l’arrivée au pouvoir du parti nazi. L’ensemble du corps enseignant, dont Lilly Reich fait partie, prononce la dissolution définitive du Bauhaus.
Cette même année, les nazis prennent en main le Werkbund et nomment à sa tête l'architecte Carl Lörcher (de), qui est affilié au parti. Vingt-sept membres du Werkbund, dont Lilly Reich, ratifient cette nomination. En 1934, Carl Lörcher dissout l'association, qui est alors remplacée par une entité alignée sur les directives du parti national-socialiste. Lilly Reich choisit cependant de continuer de travailler dans ce nouvel organisme — sans pour autant adhérer au parti nazi — et participe à plusieurs expositions organisées par le gouvernement du Troisième Reich. Ainsi, en 1934, elle travaille avec Ludwig Mies van der Rohe pour l'exposition Deutsches Volk— deutsche Arbeit (« Peuple allemand, travail allemand ») à Berlin, organisée selon les directives du parti, et elle en conçoit la partie consacrée au verre.
Entre 1936 et 1938, elle participe à plusieurs expositions, en association avec le designer industriel Wilhelm Wagenfeld à Leipzig, Berlin et Paris.

### Les années 1940: de l'épreuve de la guerre à la renaissance du Werkbund
En 1938, Ludwig Mies van der Rohe émigre aux États-Unis tandis que Lilly Reich, elle, reste en Allemagne où elle continue à travailler dans la création de meubles et la décoration intérieure. Mais sa carrière souffre de l'attitude générale envers le travail des femmes, car pour le régime nazi, celles-ci sont mères au foyer ou éducatrices et elles sont peu présentes dans la vie publique et artistique.
Pendant la Seconde Guerre mondiale, Lilly Reich se charge de la conservation et de la protection des archives de Ludwig Mies van der Rohe. En 1943, son atelier est détruit dans un bombardement. Elle-même est réquisitionnée par le service du travail obligatoire dans l'Organisation Todt où elle travaille jusqu'en 1945.
De 1945 à 1947, elle participe activement à la renaissance du Werkbund, initiative que les forces alliées en Allemagne approuvent et autorisent. Avec un collègue, Lilly Reich est chargée de réunir un comité qui établira la liste des objets produits par le Werkbund. Cette recension pourra être utilisée comme référence pour les productions à venir. Lilly Reich donne également des cours de décoration intérieure et de théorie en architecture à l'université des arts de Berlin, alors connue sous le nom de Hochschule für bildende Künste (« Haute École pour les arts plastiques »). Atteinte par la maladie, elle meurt à Berlin en décembre 1947.

## Réévaluation de la place de Reich: une reconnaissance tardive
Pendant une bonne partie du XXe siècle, le rôle de Lilly Reich et son influence sur les créations de Ludwig Mies van der Rohe ont été méconnus.
La première exposition qui lui est entièrement consacrée est organisée seulement en 1996, près de cinquante ans après sa mort, par le Museum of Modern Art à New-York. Quelques mois plus tard, en réponse à l'invitation de l' Association of Women Industrial Designers, Albert Pfeiffer, alors vice-président du design et du management de Knoll, écrit un article dans lequel il souligne que « l’engagement de Mies et son succès dans les expositions de design ont commencé en même temps que sa relation personnelle avec Lilly Reich » et que « aucun des meubles contemporains que [celui-ci] a développé avec succès n'a été créé avant ou après sa collaboration avec Lilly Reich ». Cependant, Lilly Reich reste souvent dans l'ombre de Ludwig Mies van der Rohe. Ainsi, le catalogue de 2019 de l'entreprise Knoll, qui fabrique et commercialise le fauteuil Barcelone, continue à attribuer la conception de ce meuble au seul Ludwig Mies van der Rohe,.
Par la suite, il faudra attendre encore vingt ans pour que la critique d'art et spécialiste du Bauhaus, Magdalena Droste, lui consacre une exposition (Výstava Lilly Reich ve vile Tugendhat) à la Villa Tugendhat, en 2016.
Mais un nouveau signe de reconnaissance est venu deux ans plus tard de la Fondation Mies van der Rohe, qui a créé en 2018 une Bourse Lilly Reich pour l'égalité en architecture, « en reconnaissance de l'héritage architectural de Lilly Reich, la partenaire artistique de Ludwig Mies van der Rohe dans la conception et l'exécution du Pavillon allemand de Barcelone en 1929, reléguée au deuxième rang, voire effacée, de l'histoire et de la mémoire de ce chef-d'œuvre de l'histoire de l'architecture […] [La bourse veut] accroître la visibilité des contributions architecturales indûment laissées de côté ou oubliées, apportées par des professionnels victimes de discrimination en raison de leur situation personnelle ».